# 鶴見和子
鶴見 和子（つるみ かずこ、1918年（大正7年）6月10日 - 2006年（平成18年）7月31日）は、日本の社会学者。上智大学名誉教授。国際関係論などを講じたが、専攻は比較社会学。南方熊楠や柳田國男の研究などでも知られる。

## 来歴

### 生い立ち
1918年6月10日、東京府麻布区で、父・祐輔と母・愛子（後藤新平の娘）の間に、4人きょうだいの1番目（長女）として生まれる。
牛込成城小学校から1927年4月に砧の成城学園に移り、1929年4月に女子学習院5年へ転校。1934年頃から、父と親交のあった河合栄治郎の「国家権力に対する言論闘争」に共感、影響を受ける。1936年3月、女子学習院を卒業し、同年4月、津田英学塾へ進学。1937年7月、オーストラリアで国際会議に出席する父に同行し、初めて海外へ。翌年夏には両親と米国へ渡航。
1939年3月、津田英学塾を卒業し、同年9月に米国・ヴァッサー大学大学院（哲学専攻）に入学。1941年に同大学院の哲学修士号を取得し、コロンビア大学大学院（哲学科）へ進学。1942年6月、同大学院を中退し、ハーバード大学を卒業した弟・俊輔と共に日米交換船で帰国。帰国後は東京に住み、市政会館内にあった太平洋協会のアメリカ分室に勤務した。1945年頃、父と2人で東京に残り、ほか家族は軽井沢の別荘で雑居。戦争末期には父と熱海へ疎開した。

### 戦後
1946年、弟・俊輔、丸山眞男、武谷三男と4人で「思想の科学」同人会議を開き、同年、雑誌『思想の科学』を創刊。この頃、共産党に入党し、党が所感派と国際派に分裂した1950年頃まで党員だった。
1952年に、「生活綴方」運動の指導者国分一太郎と出会い、「日本作文の会」の第1回作文教育全国協議会に招かれる。

1955年2月、国際民主婦人連盟の招請により、スイス・ジュネーブで行われた世界母親大会準備会に出席。
『山びこ学校』などの綴り方教育の実践報告に触発され、会の席上で提言した「自己を含む集団の研究」の方向性を模索すべく、同年牧瀬菊枝らとともに「生活をつづる会」を立ち上げる。
四日市の東亜紡織泊工場にて澤井余志郎を中心とした女子工員らのサークル「生活を記録する会」に出会い、その交流はやがて『母の歴史』『仲間のなかの恋愛』の出版、また東京演劇アンサンブル（劇団三期会）による集団創作劇『明日を紡ぐ娘たち』（広渡常敏脚本）への公演に結実する。
1957年、歳末から流感のあと肋膜炎・肺浸潤を患い、1年間療養生活を送る。回復後、1959年6月の参院選に出馬した父・祐輔の選挙活動を支援。
同年11月、父・祐輔が脳軟化症に倒れ、1年間の入院の後、自宅療養生活に入る。鶴見は成城の自宅と軽井沢の別荘を処分して父が政治活動のために負った借金を返済し、父とともに練馬区関町に購入した自宅へ転居。
1962年9月、米国・プリンストン大学社会学部大学院に入学し、1964年4月に同大学社会学博士の資格試験に合格。並行してトロント大学とブリティッシュコロンビア大学で客員教授として講義し、1964年9月からブリティッシュコロンビア大学助教授をつとめた。
1966年4月、成蹊大学助教授。1966年12月、渡米しプリンストン大学社会学博士号を取得。
1969年上智大学外国語学部教授、同大学国際関係研究所所員。
1973年春、トロント大学から招請を受け、渡加。
八王子大学セミナーハウスの運営委員や市井三郎、桜井徳太郎などと「思想の冒険」グループ（他に、宇野重昭、内山秀夫、色川大吉、三輪公忠、菊地昌典、山田慶児）をつくり、水俣病や近代の超克などの共同研究を行った。
実現には至らなかったが日本の国連代表部公使の候補になったこともある（結局、選ばれたのは緒方貞子だった）。

### 晩年
1995年12月に脳出血で倒れて左片麻痺となり、車椅子生活を送りながらも、これまで書かれた著作をまとめた『鶴見和子曼荼羅』（全9巻）や、生涯の中で関わりのあった様々な人物や学問上の関心が照応する相手との対談をまとめた『鶴見和子 対話まんだら』というシリーズを藤原書店より刊行。
2006年7月31日に大腸がんのため88歳で没した。墓所は作らず散骨した。

## 人物・趣味
- 和歌や日舞、着物などの趣味の豊かさでも知られ、その方面の随筆、写真本などの刊行物もある。[要出典]
- 「萎えたるは萎えたるままに美しく歩み納めむこの花道を」と生前に詠んだ歌にふさわしく、最後まで実践と学問と道楽をひとつの生き様として華やかに貫いた。[要出典]
- 生涯独身[35]。弟の俊輔は『和子はおやじを非常に愛していた。率直に言って、生涯で一番愛した男なんだ。「父の娘」というのがいるでしょ。アナイス・ニンとか森茉莉とか、その型なんだよ』と述べている[35]。

### 皇族との関係
2007年7月28日に新宿中村屋本店で催された一周忌の集いには、美智子皇后も臨席した。鶴見和子本人も生前、明仁天皇と美智子皇后への深い尊敬の念を語っていた。

## 家族
- 父は政治家・鶴見祐輔[38]。
  - 弟は哲学者の鶴見俊輔[38]。
    - 甥（俊輔の息子）に早稲田大学文学部教授の鶴見太郎[39]。

  - 妹の夫は法学者の内山尚三[40]。
    - 父方の叔父は外交官の鶴見憲[41]。
      - 父方の従弟（鶴見憲の息子）に人類学者の鶴見良行[42]。

  - 母方の祖父は政治家・後藤新平[38]、同曾祖父に政治家・安場保和[40]。
    - 母方の叔父に佐野学[要出典]。
      - 母方の従兄に社会主義運動家の佐野碩・佐野博[要出典]。
        - 母方の親戚（安場保和の孫娘の婿）に法学者の平野義太郎[要出典]。

## 受賞歴
- 1979年（昭和54年）に『南方熊楠』で毎日出版文化賞。
- 1995年（平成7年）に南方熊楠賞[43]。
- 1999年（平成11年）に朝日賞[44]。

## 著書

### 単著
- 『パール・バック』（岩波新書、1953年）
- 『父と母の歴史 私たちの昭和史』（筑摩書房、1962年）
- 『ステブストン物語――世界のなかの日本人』（中央公論社、1962年）
- 『デューイ・こらいどすこおぷ』（未來社、1963年）
- 『生活記録運動のなかで』（未來社、1963年）
- 『好奇心と日本人』（講談社現代新書、1972年）
- 『漂泊と定住と――柳田国男の社会変動論』（筑摩書房、1977年／ちくま学芸文庫、1993年）
- 『南方熊楠――地球志向の比較学』（講談社学術文庫、1981年）
- 『殺されたもののゆくえ わたしの民俗学ノート』（はる書房、1985年、新版2018年）
- 『暮らしの流儀』（はる書房、1987年）
- 『南方曼陀羅論』（八坂書房、1992年）
- 歌集『回生』（私家版、製作:独歩書林、1996年／藤原書店、2001年）
- 『内発的発展論の展開』（筑摩書房、1996年）
- 『日本を開く――柳田・南方・大江の思想的意義』（岩波セミナーブックス、1997年）
- 『女書生』（はる書房、1997年）
- 『コレクション 鶴見和子曼荼羅』（全9巻、藤原書店、1997-99年）
- 『脳卒中で倒れてから よく生きよく死ぬために』（婦人生活社、1998年）
- 歌集『花道』（藤原書店 2000年）
- 『南方熊楠・萃点の思想――未来のパラダイム転換に向けて』（藤原書店、2001年、新版2021年）
- 『遺言 斃れてのち元まる』（藤原書店、2007年、増補版2018年）
- 歌集『山姥』（藤原書店、2007年）

### 共著
- （聞き手藤本和子）『きもの自在』（晶文社、1993年／ちくま文庫、2016年）
- （石牟礼道子）『言葉果つるところ』（藤原書店、2002年）
- （中村桂子）『四十億年の私の「生命」――生命誌と内発的発展論』（藤原書店、2002年、新版2013年）
- （佐佐木幸綱）『「われ」の発見』（藤原書店、2002年）
- （上田敏）『患者学のすすめ――"内発的"リハビリテーション』（藤原書店、2003年、新版2016年）
- （多田富雄）『邂逅』（藤原書店、2003年）
- （西川千麗・花柳寿々紫）『おどりは人生』（藤原書店、2003年）
- （武者小路公秀）『複数の東洋／複数の西洋――世界の知を結ぶ』（藤原書店、2004年）
- （頼富本宏）『曼荼羅の思想』（藤原書店、2005年）
- （服部英二）『「対話」の文化――言語・宗教・文明』（藤原書店、2006年）
- （志村ふくみ）『いのちを纏う――色・織・きものの思想』（藤原書店、2006年、新版2021年）
- （金子兜太）『米寿快談――俳句・短歌・いのち』（藤原書店、2006年）
- （川勝平太）『「内発的発展」とは何か――新しい学問に向けて』（藤原書店、2008年、新版2017年）
- （松居竜五編）『南方熊楠の謎――鶴見和子との対話』（藤原書店、2015年）

### 編著
- 『エンピツをにぎる主婦』（毎日新聞社、1954年）
- 『父と母の歴史』（筑摩書房、1962年、改訂版1978年）
- 『日本民俗文化大系 第4巻　南方熊楠』（講談社、1978年）
- 『日本の名随筆 別巻58　着物』（作品社、1995年）

### 共編著
- （木下順二）『母の歴史』（河出書房、1954年）
- （磯野誠一ほか）『仲間のなかの恋愛』（河出書房、1958年）
- （牧瀬菊枝）『ひき裂かれて――母たちの戦争体験』（筑摩書房、1959年／麦秋社、1979年）
- （市井三郎）『思想の冒険――社会と変化の新しいパラダイム』（筑摩書房、1974年）
- （門脇佳吉）『日本人の宗教心――宗教的エネルギーと日本の将来シンポジウム』（講談社、1983年）
- （川田侃）『内発的発展論』（東京大学出版会、1989年）
- （新崎盛暉）『玉野井芳郎著作集（3）地域主義からの出発』（学陽書房、1990年）
- （宇野重昭）『内発的発展と外向型発展――現代中国における交錯』（東京大学出版会、1994年）

### 訳書
- パール・バック『この心の誇り』（実業之日本社、1940年／上・下、ダヴィッド社、1954年）
- M・カーチ『アメリカ社会文化史（上・中・下）』（法政大学出版局、1953年-1958年）.
- L・S・フォイヤー『精神分析と倫理』（岩波書店、1962年）